# Религиозное искусство
Религиозное искусство — представляет собой вид искусства, неразрывно связанный с верой в Бога, религиозными обрядами, религиозной жизнью и символизмом божественной силы.
Религиозное искусство в целом является искусством символическим. Главный фактор, который в нём доминировал на протяжении всей его истории — символичность. Вся идеология, культура, литература, литургия христианства и других религий — глубоко по сути символические, что составляет исключительно большую тему, которой посвящена многочисленная научная и богословская литература. Символ играет лишь роль катализатора для возникновения заданной идеи в сознании человека.

## Религиозные символы
Ещё в III веке н. э. Климент Александрийский, один из Святых Отцов церкви, советовал скрывать изображения символами, такими в то время распространёнными, как рыба, пальма, голубь, змея, дракон, и тем самым скрытую идею предохранять от пренебрежения врагами. Изображение христиан в катакомбах преимущественно были символически зашифрованными.
Крест — древний символ вечности, солнца, бессмертия, страдания, а в христианстве — веры, в пользовании которых он был уже в I веке о чём вспоминает римский историк Светоний. Однако вера христиан в силу креста распространилась лишь в период императора Константина, которому, по легенде, предстал перед битвой с его соправителем Максенцием ангел с крестом в руках. Но Распятие долго не приживалось, потому христиане ещё в V веке почти не изображали распятого Иисуса Христа из бесчестности казни и пренебрежения населения к казнённым таким способом. Такая смерть считалась недостойной свободного человека. После отмены этого наказания императором Константином в IV веке прошло ещё несколько поколений, чтобы был забыт её позорный смысл. По преданию Крест Мук Господних был изготовлен из четырёх пород деревьев: кедра, кипариса, оливы и пальмы: что символизировало четыре части света. Крест оставался святым знаком во время иконоборчества в Византии (726—843 гг,), когда были запрещены фигуративные-сюжетное и изображения.

## Наиболее известные символы в христианском искусстве
- Голубь — старейший христианский символ имел немало значений: истины, невинности, чистоты, смирения, успокоения, Христа. Установлен Отцами церкви голубь был символ Святого Духа, а также единства Церкви, добрых христиан, соединения с Богом (Ной), Бог милосердия, церковное сообщество, небесный рай и небесную чистоту.
- Голубь с оливковой ветвью в клюве символизировал мир, потому что именно так было сообщено Ною (о падение вод Потопа и о мире между Богом и людьми — семьёй Ноя). В христианском искусстве голубь означает вечность, бессмертие духа, Благовещения.
- Утка — зимняя птица, символ смерти.
- Орёл — символ небес, посланник небес, сила и небесная справедливость, скорость, возрождения и воскресения во Христе, а также символ подъёма души к Богу и стремление в вечные обители, день Суда и вознесения.
- Пеликан — символ вечной жизни.
- Петух — в раннехристианский период был символом Солнца, света, мира.
- Овца — невинность, чистота, непорочность.
- Виноградная лоза — символ Евхаристии, символ Христа, его крови, пролитой за искупление человечества от грехов.
- Виноградная гроздь с хлебом — символ Евхаристии.
- Оливковая ветвь — символ мира и надежды, её часто держат в раннехристианских рисунках.

В отличие от прозрачной ясности и простоватой ассоциативности образов и сцен первых катакомбных христианских изображений библейская символика последних веков содержательно достаточно углубилась и усложнилась.